# Kaycee
Kaycee è un centro abitato (town) degli Stati Uniti d'America, situato nella Contea di Johnson nello Stato del Wyoming. Nel censimento del 2000 la popolazione era di 249 abitanti.

## Geografia fisica
Secondo i rilevamenti dell'United States Census Bureau, la località di Kaycee si estende su una superficie di 0,7 km², tutti occupati da terre.

## Popolazione
Secondo il censimento del 2000, a Kaycee vivevano 249 persone, ed erano presenti 69 gruppi familiari. La densità di popolazione era di 373,6 ab./km². Nel territorio comunale si trovavano 121 unità edificate. Per quanto riguarda la composizione etnica degli abitanti, il 97,99% era bianco, lo 0,80% era nativo e l'1,20% apparteneva ad altre razze. La popolazione di ogni razza ispanica corrispondeva all'1,61% degli abitanti.
Per quanto riguarda la suddivisione della popolazione in fasce d'età, il 28,1% era al di sotto dei 18, il 5,2% fra i 18 e i 24, il 28,1% fra i 25 e i 44, il 26,5% fra i 45 e i 64, mentre infine il 12,0% era al di sopra dei 65 anni di età. L'età media della popolazione era di 37 anni. Per ogni 100 donne residenti vivevano 90,1 uomini.